# 雷明登788步槍
雷明登788（英語：Remington 788）是一款由美国槍械製造商雷明登武器公司（英語：Remington）所研製、並且於1967年至1983年間生產的中央底火栓動式步槍。該步槍在市場的定位是一種廉價而精確的狩獵步槍，與其他槍械製造商的廉價步槍以至更昂貴的700型系列相媲美。788採用容量為3發的單排式可拆卸彈匣，根據其供彈方式，還生產了稱為580、581或582型的.22凸緣式底火型號。.22口徑58x系列的射靶版本，540X，曾被美國軍方用作訓練步槍，並且在後來通過平民槍法計劃處理掉。可發射多種口徑的步枪子彈。

## 設計
雷明登788具有兩個與眾不同的設計特徵。第一個是鎖耳後置式槍栓。槍栓以上具有九個鎖耳，三排鎖耳而每排三個。他們很好地在機匣當中的彈匣後方進行閉鎖。由於採用這種設計，拉機柄從開口起處僅上升了60度，這與700型和其他雙鎖耳步槍所需的90度相比，可為頂部的瞄準鏡提供了更多的凈空間隙。由於後置式鎖耳，槍栓行程也有所減少。槍栓的閉鎖要求保險處於“發射”或“解脫”位置，以便拉機柄的旋轉並且拉動槍栓。1975年至1983年製造的步槍具有非鎖定螺栓，可在安全使用時啟動。1975年至1983年製造的該步槍具有非上鎖式槍栓，可在保險上鎖使用時啟動。第二個區別特徵是機匣。它具有比類似的栓動式步槍較小的拋殼口，而且並無槍栓鎖耳滾道。單排式設計在機匣底部開有的供彈開口比使用雙排彈匣的步槍相要小。當這些較小開口的機械加工完成之時，在機匣的拋殼口與相鄰的供彈口之間會剩餘更多的钢，並且在整具機匣具有最低限度的強度的情況以下，整體鋼材使用量會明顯增加。隨著機匣剛度的增加，該步槍的準確度會略微增加，因為這可略微減少在射擊過程當中的槍管偏轉。因此雷明登788的結構基礎是非常精確的步槍。

## 衍生型
.308溫徹斯特和6毫米雷明登口徑製有其左手操作型版本。.308溫徹斯特、7毫米-08雷明登和.243溫徹斯特口徑製有裝上了18.5英吋（469.9毫米）槍管的卡賓槍型版本。1980年，該槍的槍托曾作出過修改，為整款步槍的生產歷史上唯一的重大變化。下表按口徑、年份和配置分列了這款步槍這15年間的生產運行情況。
| 步槍口徑             | 年份            | 裝上18.5英吋槍管 |
| -------------------- | --------------- | ---------------- |
| .222雷明登彈         | 1967—1980、1982 |                  |
| .223雷明登彈         | 1975            |                  |
| .22-250雷明登彈      | 1967            |                  |
| .243溫徹斯特彈       | 1968            | 1980             |
| 6毫米雷明登彈        | 1969—1980       |                  |
| 6毫米雷明登彈左手型  | 1969—1980       |                  |
| 7毫米-08雷明登彈     |                 | 1980             |
| .308溫徹斯特彈       | 1969            |                  |
| .308溫徹斯特彈左手型 | 1969—1980       | 1980             |
| .30-30溫徹斯特彈     | 1967—1970       |                  |
| .44雷明登麥格農      | 1967—1970       |                  |

## 資料來源
1. ↑  . Remington Arms.   [5 January 2013]. （原始内容存档于2013-03-01）.
2. ↑  Remington Arms http://www.remington.com/products/archived/centerfire/bolt-action/model-788.aspx （页面存档备份，存于）
3. ↑  American Rifleman magazine, May 1976, p. 42.

## 外部連結
- （英文）—Remington Model 788 Rifle （页面存档备份，存于）